# Ginter Pawelczyk
Ginter Waldemar Pawelczyk (ur. 31 października 1912 w Zabrzu, zm. 23 grudnia 1979 tamże) – polski piłkarz oraz trener piłkarski.
Przed II wojną światową grał w klubie Preußen Hindenburg, tuż po niej bronił barw AKS Chorzów, następnie był grającym trenerem Pogoni Zabrze, a w lutym 1949 został pierwszym w historii trenerem Górnika Zabrze, który wiosną zajął miejsce Pogoni w Klasie A. Jego następcą został Teodor Meiser.